# 鄭銳 (明朝)
鄭銳（1542年—？），字遜卿，号云石，直隸寧國府涇縣人，民籍，明朝政治人物。

## 生平
隆慶元年（1567年）丁卯科應天府鄉試第六十六名舉人。隆慶五年（1571年）中式辛未科會試第四十四名，三甲第二百零二名進士。兵部觀政，授归安县知县，万历五年（1577年）闰八月考选，授陕西道試御史，七年九月往真定巡按，八年养病。十一年复除山東道御史，十二年出为嚴州府知府，十七年六月升浙江按察司副使，二十年升本省参政，丁憂歸。二十一年以任副使考察调簡。二十三年五月推补湖广副使，再次调簡。

## 家族
曾祖鄭逾德；祖父鄭昌；父鄭珏，封太常寺博士，贈刑部员外郎。母汪氏。慈侍下。兄鄭欽，户科给事中；郑铭。弟郑鑛、郑器、郑鉞、鄭鏌。